# Kalvholmen, Kyrkslätt
Kalvholmen är en halvö i Finland.   Den ligger i landskapet Nyland, i den södra delen av landet, 17 km väster om huvudstaden Helsingfors.